# Ingrid Noll
Ingrid Noll, född 29 september 1935 i Shanghai, är en tysk kriminalförfattare. Hennes böcker har översatts till 27 språk. 

## Biografi
Ingrid Noll växte upp i Nanjing tillsammans med tre syskon, som undervisades av föräldrarna. 1949 flydde familjen med det sista fartyget från Nanjing till Tyskland. Fram till 1954 gick hon på en katolsk flickskola i Bad Godesberg. Efter studentexamen läste hon germanistik och konsthistoria vid Bonns Universitet, dock utan att fullfölja studierna. 1959 gifte hon sig med läkaren Peter Gullatz med vilken hon har tre barn. 
Innan Ingrid Noll började skriva skötte hon barnen och hushållet. Vid ett framträdande på Bokmässan i Göteborg svarade hon på frågan varför hon debuterade så sent, vid 56 års ålder: "Ich habe Kartoffeln geschält!" (Jag skalade potatis!), men hon arbetade också i makens praktik, försörjde sin mor, som blev 106 år och skrev på den lilla tid som blev kvar. Hennes första roman, Tuppen är död, kunde  färdigställas först när barnen lämnat hemmet 1991. Boken blev en stor framgång. I centrum av romanen finns kvinnor i olika ålder som tar livet av sina makar eller älskare på ett okonventionellt sätt.
Ingrid Noll lever tillsammans med sin man i Weinheim. Många av hennes kriminalromaner utspelar sig i Mannheim med omgivning.